# Fernando Quiroga Palacios
Fernando Quiroga Palacios (Maceda, Orense, 21 de enero de 1900 - Madrid, 7 de diciembre de 1971) fue un arzobispo y cardenal católico español. Ocupó los cargos de obispo de Mondoñedo (1945-1949) y arzobispo de Santiago de Compostela (1949-1971). Fue el primer presidente de la Conferencia Episcopal Española (1966-1969). 

## Biografía

### Primeros años
Nacido en Maceda (Orense) el 21 de enero de 1900 en el seno de una familia humilde - su padre era cabo de la Guardia civil y, posteriormente, maestro de escuela -. Fue el menor de cinco hijos y perdió a su madre con apenas dos años. 

### Formación
Estudió Lenguas clásicas, Humanidades, Filosofía y Teología en el Seminario de Orense, ciudad en la que fue ordenado sacerdote el 10 de junio de 1922. El mismo año de su ordenación sacerdotal fue nombrado ecónomo de Campobecerros. Un año después, en 1923, fue nombrado coadjutor de Santa Eufemia la Real del Norte.
En 1925 es enviado a continuar sus estudios en la Universidad Pontificia de Santiago, donde obtiene primero la licenciatura y después el doctorado en Sagrada Teología con la más alta calificación. Inmediatamente es enviado a continuar sus estudios en el Pontificio Instituto Bíblico de Roma, donde obtiene la licenciatura en Sagrada Escritura. Durante su estancia en Roma residió como colegial en el Pontificio Colegio Español.

### Vida sacerdotal y docente
Terminados sus estudios en Roma regresa a su diócesis para ejercer como profesor de Teología y de Lenguas orientales en el Seminario de Orense y como director espiritual del mismo seminario. También fue nombrado párroco de Santa Eufemia la Real del Norte.
En 1942 fue nombrado canónigo lectoral de la catedral de Valladolid y profesor y director espiritual del Seminario de Valladolid. Entre 1942 y 1945 colaboró en las revistas Logos y Estudios Bíblicos con trabajos sobre Sagrada Escritura.

### Episcopado

#### Obispo de Mondoñedo
En 1945 fue designado obispo de Mondoñedo, donde realizó una importante labor. No obstante, ocupó este puesto durante poco tiempo porque el 4 de junio de 1949 fue nombrado arzobispo en Santiago de Compostela.

#### Arzobispo de Santiago de Compostela (1949-1971)
Fue nombrado arzobispo de Santiago el 4 de junio de 1949 y fue creado cardenal en el consistorio de 12 de enero de 1953 bajo el pontificado de Pío XII. Amigo del cardenal Angelo Roncalli, participó como cardenal elector en el Cónclave de 1958 que lo designó Pontífice. Fue nombrado por Juan XXIII miembro de la comisión preparatoria del Concilio Vaticano II en cuyas sesiones también participó. Fue Vicepresidente de la Comisión para las Iglesias Orientales. Fue uno de los firmantes de la Nota reservada personalmente al Santo Padre sobre el “Schema constitutionis De Ecclesia” (11-12 de septiembre de 1964), y conservó también una actitud de oposición al régimen de libertad religiosa. Fue cardenal elector en el Cónclave de 1963 que designó al cardenal Giovanni Montini como papa Pablo VI. Impulsadas tras el Concilio las Conferencias Episcopales y creada la Conferencia Episcopal Española en 1966, fue nombrado su primer presidente, cargo que ejerció hasta 1969. 

Fue uno de los grandes promotores de la construcción y restauración de la archidiócesis. En 1957 se inauguró el Seminario Menor, se iniciaron las obras de restauración del Seminario Mayor y siguieron las excavaciones de la catedral, donde se descubrió la tumba del obispo Teodomiro. Otra de sus grandes innovaciones fue la introducción de la liturgia en gallego, siendo el primer cardenal que celebró misa en esa lengua. La Real Academia Gallega lo nombró académico de honor por su defensa en favor de la lengua y la cultura de Galicia.

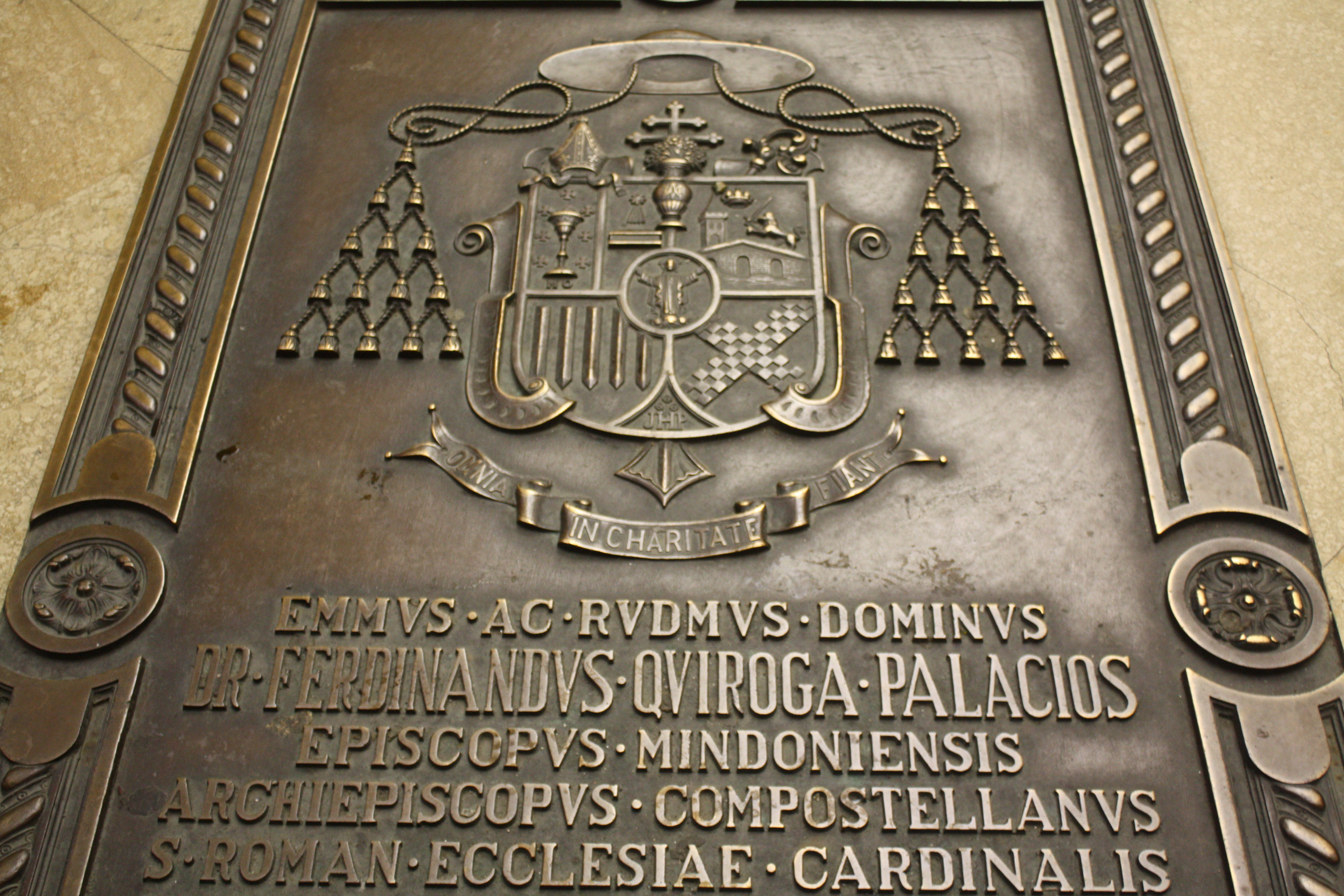
Tumba del cardenal Quiroga Palacios en la Catedral de Santiago de Compostela.

Divulgador del Camino de Santiago el cardenal Quiroga creó el Instituto de Estudios Jacobeos y su revista Compostellanum. Dio a Compostela nuevo prestigio e impulsó las peregrinaciones y el Año Santo Jacobeo organizando los correspondientes a 1954, 1965 y 1971 recuperando su atractivo religioso y su carácter
multitudinario. 
Es recordado como uno de los grandes arzobispos de Santiago y como hombre bueno y generoso. Antonio Fraguas Fraguas, cronista oficial de Galicia, afirmaba: "Gelmírez le dio a Compostela el oro de hacerla universal; Fonseca, la sabiduría y la ciencia, y Quiroga, la santidad".
Vacante la sede arzobispal de Toledo al fallecimiento de su titular, el cardenal Plá y Deniel el 5 de julio de 1968, se daba por cierto que el Cardenal Quiroga sería elevado a la sede primada. No obstante, cayó enfermo de gravedad antes de que el 5 de diciembre de 1971 se hicieran públicos los nombramientos de las sedes episcopales y arzobispales vacantes, muriendo finalmente el día 7 siguiente.
Falleció en Madrid el 7 de diciembre de 1971 y sus restos fueron trasladados a Santiago de Compostela en cuya Catedral está enterrado al pie del Pórtico de la Gloria.

## Distinciones honoríficas
A lo largo de su vida le fueron concedidas diferentes condecoraciones:
- Caballero gran cruz de la Orden de Isabel la Católica[10]
- Gran cruz de la Orden de San Raimundo de Peñafort[11]
- Medalla de Oro al Mérito Turístico.[12]
- Caballero de honor y devoción de la Orden de Malta.[13]
- Medalla de Oro de la Ciudad de Santiago de Compostela

Fue nombrado Hijo predilecto de Maceda e Hijo Adoptivo de Santiago de Compostela y de La Coruña

## Escudo de armas
Las armas del Cardenal Quiroga están formadas por un escudo cuartelado en cruz y entado en punta:
- El primero, partido: 1º de gules, cáliz de oro, sumado de la Sagrada Forma de plata y acompañado de siete cruces de lo mismo, tres en cada flanco y una en la punta, ésta flanqueada de las letras M y O de oro (Mondoñedo). 2º. De azur, una nube de plata sumada de la urna del sepulcro del Apóstol Santiago, surmontada de una estrella de ocho puntas de oro (Compostela). El segundo, de plata, sobre ondas de azur y plata que representan un caudal de agua, un puente de cinco arcos de oro, sumado en su diestra por un castillo de oro, almenado, mazonado de sable y aclarado de gules y a su siniestra, un león rampante, armado uñado y linguado de oro que levanta en su diestra una espada del mismo metal, y en el centro del jefe del escudo una corona real cerrada (Orense). El tercero, de gules, con cinco estacas de plata puestas en palo y colocadas en faja (Quiroga). El cuarto, de gules, un aspa a todo trance, ajedrezada de dos órdenes de escaques de oro y gules (Palacios). Entado en punta, de plata, la cifra en letras de sable “JHP”. En escusón de azur, un Sagrado corazón. Asomando tras el escudo, cruz patriarcal de oro, de doble traversa. Acolada la Cruz de la Soberana Orden Militar y Hospitalaria de Malta. Al timbre, galero con quince borlas dispuestas en cinco órdenes a cada lado, todo de gules y rodeado de las Bandas de las Reales Órdenes de Isabel la Católica y San Raimundo de Peñafort. Lema: “ Omnia in cartitate fiant”.

| Predecesor: Benjamín de Arriba y Castro | Obispo de Mondoñedo 1945 - 1949                                       | Sucesor: Mariano Vega Mestre        |
| Predecesor: Carmelo Ballester Nieto     | Arzobispo de Santiago de Compostela Junio de 1949 - diciembre de 1971 | Sucesor: Angel Suquía Goicoechea    |
| Predecesor: Agustín Parrado García      | Cardenal presbítero de San Agustín (título cardenalicio) 1952-1971    | Sucesor: Marcelo González Martín    |
| Predecesor: ex novo                     | Presidente de la Conferencia Episcopal Española 1966 - 1969           | Sucesor: Casimiro Morcillo González |